# Prosaptia micropora
Prosaptia micropora är en stensöteväxtart som först beskrevs av Edwin Bingham Copeland, och fick sitt nu gällande namn av Barbara S. Parris. Prosaptia micropora ingår i släktet Prosaptia och familjen Polypodiaceae. Inga underarter finns listade.